# Campodorus fennicus
Campodorus fennicus là một loài tò vò trong họ Ichneumonidae.